# Colostygia altaicata
Colostygia altaicata är en fjärilsart som beskrevs av Alexander Michailovitsch Djakonov 1926. Colostygia altaicata ingår i släktet Colostygia och familjen mätare. Inga underarter finns listade i Catalogue of Life.